# Борис Димов
Борис Павлинов Димов е български волейболист, либеро, състезател на тима от волейболната Efbet Супер Лига на България ВК Сливнишки герой (Сливница), където старши треньор е Мартин Стоев.

## Кратка спортна биография
Роден е във Варна, през 1998 година. Завършва Спортно Училище „Георги Бенковски“- гр. Варна.
Юноша е на местния ВК Черно море Баск (Варна), като играе за първия отбор в периода 2018/2019 – 2020/2021.
От септември 2021 г. е състезател на ВК Сливнишки герой (Сливница).